# Черкаський державний науково-дослідний інститут техніко-економічної інформації в хімічній промисловості
Черка́ський держа́вний науко́во-до́слідний інститу́т те́хніко-економі́чної інформа́ції в хімі́чній промисло́вості (НДІТЕХІМ) — державне підприємство, науково-дослідний інститут, провідний науковий центр в області техніко-економічних та кон'юктурно-аналітичних досліджень в хімічній промисловості.

## Напрямки наукових досліджень
- техніко-економічні дослідження за окремими проблемами розвитку хімічної промисловості України;
- науково-аналітичні та прогнозні дослідження, розробка аналітичних та інформаційних матеріалів про стан хімічного комплексу та скляної промисловості України, участь в розробці профільних державних та галузевих науково-технічних програм;
- розробка аналітичних (кон'юнктурних, технологічних, патентних, статистичних) оглядів за різними проблемами розвитку хімічної промисловості, хімічної технології, екології хімічних виробництв, товарних ринків;
- проведення маркетингових досліджень про стан, тенденції, перспективи розвитку хімічної промисловості України, внутрішнього товарного ринку та окремих його сегментів, світової хімічної промисловості, світового та регіонального товарних ринків хімічної та нафтохімічної продукції;
- інформаційне та аналітико-консультативне обслуговування підприємств за різними аспектами Регламентів REACH/CLP та адаптація підприємств до роботи в умовах дії нового хімічного законодавства Євросоюзу;
- розробка та видання науково-інформаційних збірників, каталогів, рекламних проспектів, прайс-листів;
- науково-методичний супровід міжнародних та національних виставок, презентацій, наукових конференцій та нарад галузевого профілю;
- довідково-інформаційне забезпечення галузі на основі відкритих інформаційних ресурсів науково-технічної інформації та галузевих інформаційних фондів.

## Структура Інституту
1. Адміністративно-управлінський персонал (АУП)
2. Бухгалтерська служба
3. Відділ техніко-економічних та маркетингових досліджень (відділ №3 [Архівовано 14 березня 2022 у Wayback Machine.])
4. Відділ кон’юктурно-аналітичних та технологічних досліджень з проблем хімічної та скляної промисловості – Центральна науково-технічна бібліотека хімічного комплексу України (відділ №4)
  1. Сектор масового інформаційного забезпечення
5. Сектор дослідження європейського законодавства REACH, міжнародних та національних нормативно-правових актів у сфері технічного регулювання обігу хімічної продукції (відділ №5 [Архівовано 17 березня 2011 у Wayback Machine.])
6. Поліграфічний відділ (відділ №9)
  1. Сектор підготовки та видання журналу «Хімічна промисловість України»
7. господарський відділ (відділ №12)

## Видавнича діяльність
ДП "Черкаський НДІІТЕХІМ" і Союз хіміків України представляють оновлений журнал "Хімічна промисловість України".
Журнал залишається по своїй змістовній ідеології науково-виробничим виданням, проте він змінює свою тематику, структуру та наповнення. Основними тематичними акцентами журналу стають актуальність, науково-виробнича доцільність, інформативність і аналітична спрямованість всієї інформації, яка публікується в журналі.
У виданні, як і раніше, будуть публікуватися статті наукових фахівців вузів, академічних і галузевих наукових установ. Однак в основі відбору наукових публікацій для друку буде прикладний характер статей і проведених наукових досліджень, практична доцільність впровадження наукових розробок в реальну практику функціонування вітчизняних хімічних виробництв. 